# (6328) 1991 NL1
(6328) 1991 NL1 (1991 NL1, 1975 VG3, 1986 SQ) — астероїд головного поясу, відкритий 12 липня 1991 року.
Тіссеранів параметр щодо Юпітера — 3,195.